# 1ere armée (Frankreich)
Die 1ere armée (deutsch 1. Armee) war ein Großverband des französischen Heeres, der im Ersten und Zweiten Weltkrieg kämpfte und im Kalten Krieg aktiv war.

## Erster Weltkrieg
Die Armee war eine von fünf französischen Armeen, die am 2. August 1914 gemäß dem Plan XVII vom Grand Quartier Général aufgestellt wurden, ihr Hauptquartier befand sich in Épinal. Unterstellt waren ihr zu Kriegsbeginn das 7., 8., 13., 14. und 21. Armeekorps. Sie kämpfte in den Grenzschlachten bei Mülhausen, in den Vogesen und in Lothringen. 1916 kämpfte die Armee in der Schlacht an der Somme, 1917 in der Dritten Flandernschlacht und 1918 in der Schlacht bei Amiens. Nach dem Waffenstillstand von Compiègne im November 1918 wurde sie aufgelöst.

### Oberbefehlshaber
- Auguste Dubail – 2. August 1914 bis 5. Januar 1915
- Pierre Roques – 5. Januar 1915 bis 16. März 1916
- Olivier Mazel – 25. bis 31. März 1916 (interim)
- Augustin Gérard – 31. März bis 31. Dezember 1916
- Émile Fayolle – 31. Dezember 1916 bis 6. Mai 1917
- Joseph Micheler – 6. Mai bis 1. Juni 1917
- Henri Gouraud – 1. bis 15. Juni 1917
- François Anthoine – 15. Juni bis 21. Dezember 1917
- Marie-Eugène Debeney – 21. Dezember 1917 bis Kriegsende

## Zweiter Weltkrieg
Die Armee wurde im Rahmen der Mobilisierung des französischen Heeres am 3. September 1939 wieder aufgestellt. Ihr unterstanden das 3., 4. und 5. Armeekorps und ein Kavalleriekorps. Während des deutschen Westfeldzugs wurde sie in Nordfrankreich gemeinsam mit der British Expeditionary Force abgeschnitten und, während letztere die Schlacht von Dünkirchen führte, im Kessel von Lille vernichtet, sie hörte am 29. Mai auf zu bestehen. Ein kleinerer Teil der Truppen wurde während der Operation Dynamo evakuiert.
Am 25. September 1944 wurde die Armee aus der B-Armee, die zuvor die Operation Dragoon durchgeführt hatte, neu aufgestellt und kämpfte im Rahmen der 6. US-Heeresgruppe hauptsächlich in Süddeutschland.
Siehe Hauptartikel: 1. Armee (Frankreich 1944–45)

### Oberbefehlshaber
- Georges Blanchard – 3. September 1939 bis 26. Mai 1940
- René Prioux – 26. bis 29. Mai 1940

nach Neuaufstellung
- Jean de Lattre de Tassigny – 25. September 1944 bis Kriegsende

## Kalter Krieg
Im Kalten Krieg war die 1. Armee erneut aktiv und kontrollierte das I., II. und III. Korps sowie Pluton-Einheiten.